# Vest-Agder
Vest-Agder byl územněsprávní jednotka na jihu Norska. Správním centrem území bylo město Kristiansand. Správcem Vest-Agderu byl Fylkesmann i Vest-Agder. Kraj (fylke) byl nejjižnějším územím Norska. Zanikl k poslednímu dni roku 2019. Od 1. ledna 2020 existuje kraj Agder, který vznikl  sloučením krajů Aust-Agder a Vest-Agder v rámci reformy administratně-územního dělení Norska. Počet obyvatel dosáhl roku 2015 k 180 877. Rozloha kraje je 7 276 km².
Vest-Agder hraničil s kraji Aust-Agder a Rogaland. Nacházel se u Severního moře u Skagerraku, za kterým se rozkládá Jutský poloostrov. Od Severního moře se táhl přes sto kilometrů k severu do vnitrozemí, kde v jezeru Auravatn dosahoval svého nejsevernějšího bodu – 59°11′20″ s. š., 6°56′50″ v. d.. V této části leží asi 5 kilometrů od Lysefjordu. Nejzápadnější bod je u obce Roligheta – 58°16′33″ s. š., 6°22′36″ v. d., nejvýchodnější místo je na 58°14′30″ s. š., 8°12′35″ v. d. u jezera Steinsvannet. Nejjižnější bod je u ostrova Pysen 57°57′37″ s. š., 7°34′7″ v. d., respektive na pevnině u Lindesnes 57°58′51″ s. š., 7°3′24″ v. d.. Oba body jsou zároveň nejjižnějšími suchozemskými body Norska.
Nejvíce obyvatel žije u pobřeží, které je členité. U pobřeží leží největší města Kristiansand, Mandal, Flekkefjord, a Farsund. Severní část je hornatá a řídce osídlená, zatímco centrální vrchoviny s vřesovišti slouží jako pastviny pro dobytek a ovce.

## Obce
- Audnedal
- Farsund
- Flekkefjord
- Hægebostad
- Kristiansand
- Kvinesdal
- Lindesnes
- Lyngdal
- Mandal
- Marnardal
- Sirdal
- Songdalen
- Søgne
- Vennesla
- Åseral